# Fàraj
Al-Màlik an-Nàssir Zayn-ad-Din Abu-s-Saadat Fàraj ibn Barquq —àrab: الملك الناصر زين الدين أبوالسعادات فرج بن برقوق, al-Malik an-Nāṣir Zayn ad-Dīn Abu s-Saʿādāt Faraj ibn Barqūq—, més conegut simplement com a an-Nàssir Fàraj o com Fàraj (1389 - 1412), fou un soldà mameluc burjita del Caire (1399-1405) i 1405-1412).
Era fill de Barquq i la seva mare era una dona grega de nom àrab Xirin. Les fonts del seu regnat són les històries dels egipcis Ibn Taghribirdí (el pare del qual fou atabeg de Fàraj i ell mateix fou cunyat del sultà que estava casat amb la seva germana) i al-Maqrizí.
Va succeir en el tron al seu pare Barquq quan aquest va morir (20 de juny de 1399) amb 10 anys i va quedar sota tutela de dos generals del pare, Taghribirdí al-Bashbughawi i Aytimix al-Bajassí. Els conflictes entre els dos homes va culminar quan Aytimix (cap del partit turc) fou derrotat a Gaza i a Damasc i executat a Damasc (30 de març de 1400) i llavors la lluita es va traslladar al Caire entre Yaixbak i Nawruz al-Hafidí i finalment les circumstàncies van portar a la proclamació anticipada de la seva majoria d'edat el novembre del 1400 amb 12 anys.
Va governar sis anys i La seva política fou de portar circassians de fora per ocupar el lloc dels mamelucs turcs. Aquestos dominaven a Síria. El partit circassià fou dirigit per Yaixbak aix-Xabaní i el turc pel virrei (nàïb) de Damasc Tanam i després per i Nawruz al-Hafidí, conflicte en què el primer va perdre el suport del sultà.
El març de 1401 Tamerlà va arribar a Síria i va ocupar i saquejar Alep i Damasc i va arribar a tenir una entrevista amb Faradj en la que va participar el famós Ibn Khaldun (que no tenia cap posició oficial), però després va seguir al nord contra els otomans i mort Tamerlà (1405) el perill va desaparèixer. El general Djakam, el virrei de Damasc Shaykh al-Mamudi, el general Baybars i Taghribiridi al-Bashbughawi van intervenir a la lluita civil que va culminar amb la deposició de Faradj que va fugir a Síria junt amb Taghribiridi al-Bashbughawi i fou deposat per Yashbak i Baybars, sent proclamat al seu lloc el seu germà Abd al-Aziz (al-Malik al-Mansur) el 20 de setembre de 1405.
Fou restaurat al tron al cap de 70 dies (28 de novembre de 1405) provocant això tot seguit la revolta de Djakam i de Nawruz al-Hafidi a Síria i el primer es va proclamar sultà (al-Malik al-Adil) el 21 de març de 1407 però va morir al setge d'Amida. Nawruz va dominar llavors Síria que va derrotar les forces enviades per Faradj, dirigides pel general Shaykh al-Mahmudi, nomenat virrei, que es va aliar a Nawruz. Fàraj va fer fins a tres expedicions més contra Nawruz i al-Mahmudí sense aconseguir la seva derrota. El 1411 fou executat l'amir Jamal-ad-Din al-Ustadar que el 1407 havia construït la madrassa que porta el seu nom al Caire.
Finalment els rebels van aconseguir la victòria a la batalla de Lajjun (març-abril de 1412) i Fàraj va fugir a Damasc i fou declarat deposat el 28 de maig de 1412, i substituït pel califa abbàssida al-Mustaín, contra la seva voluntat. El regnat d'aquest va durar sis mesos. Finalment Xaykh al-Mahmudí va agafar el títol de sultà com a al-Muàyyad Xaykh.